# Pont-Melvez
Pont-Melvez är en kommun i departementet Côtes-d'Armor i regionen Bretagne i nordvästra Frankrike. Kommunen ligger i kantonen Bourbriac som tillhör arrondissementet Guingamp. År 2022 hade Pont-Melvez 600 invånare.

## Befolkningsutveckling
Antalet invånare i kommunen Pont-Melvez
Referens:INSEE